# ایرکان اینترنشنال
ایرکان اینترنشنال (انگلیسی: Ircon International) شرکت مهندسی هندی است، که در سال ۱۹۷۶ تأسیس شد.